# خشخاش منثور
الخشخاش الأعمى أو الشقيق أو الخَشْخاش المَنْثور (باللاتينية: Papaver rhoeas) من أسمائه الشائعة: زغليل أو خشخاش أو الخَشْخاش الشائع أو شقائق النعمان أو الخشخاش البري أو قرعون أو بلعمان أو رمان السعالي هو نوع نباتي ينتمي إلى جنس الخشخاش من الفصيلة الخشخاشية وهذا النوع يختلف عن النوع الذي يستخلص منه الأفيون والذي يعرف باسم الخشخاش المنوم.

## الموطن والانتشار
موطنه بلاد الشام ومصر والمغرب العربي وقبرص وكل أوروبا.

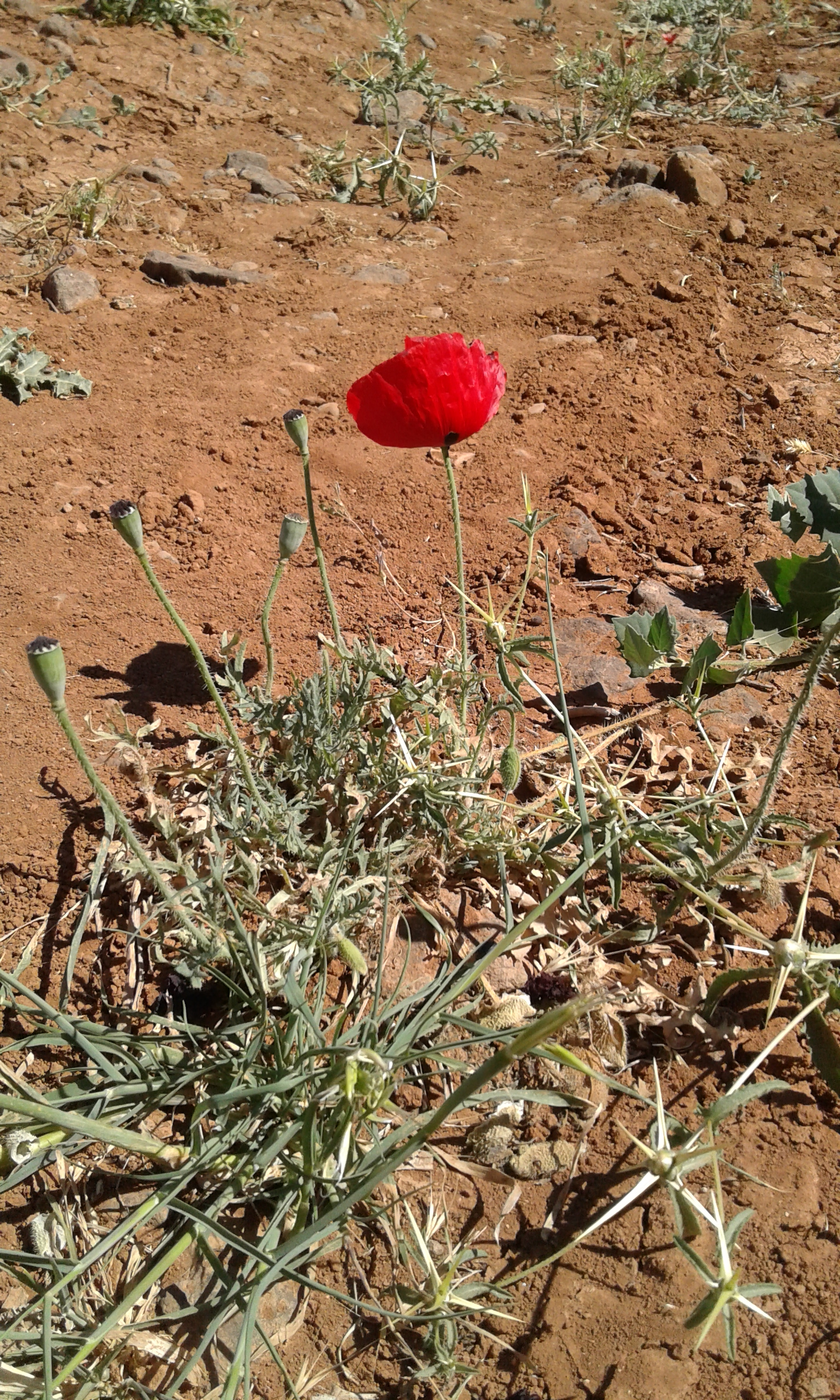
زهرة الخشخاش المنثور في سهل حوران، درعا.
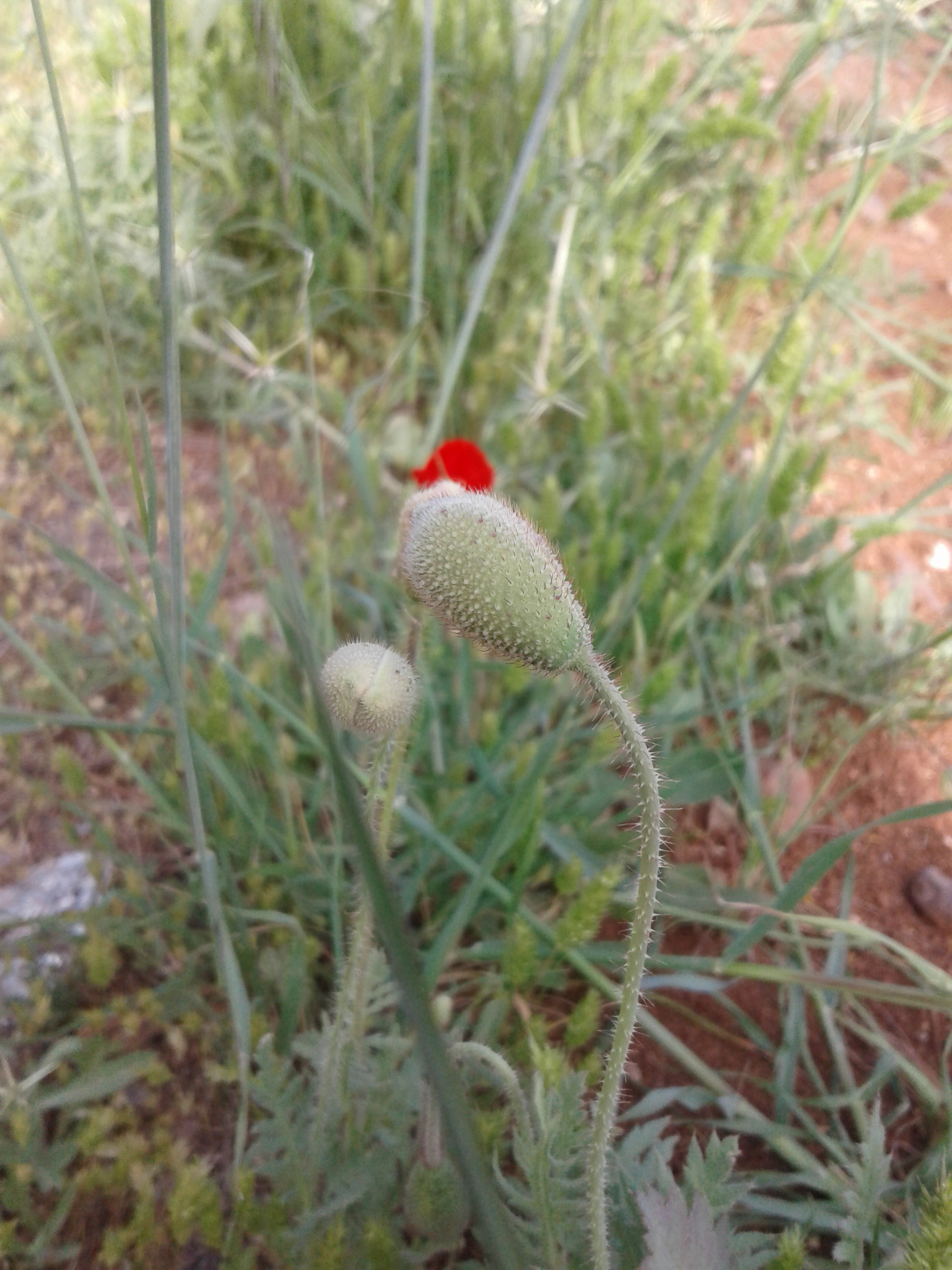
طور برعمة الخشخاش المنثور في سهل حَوران.
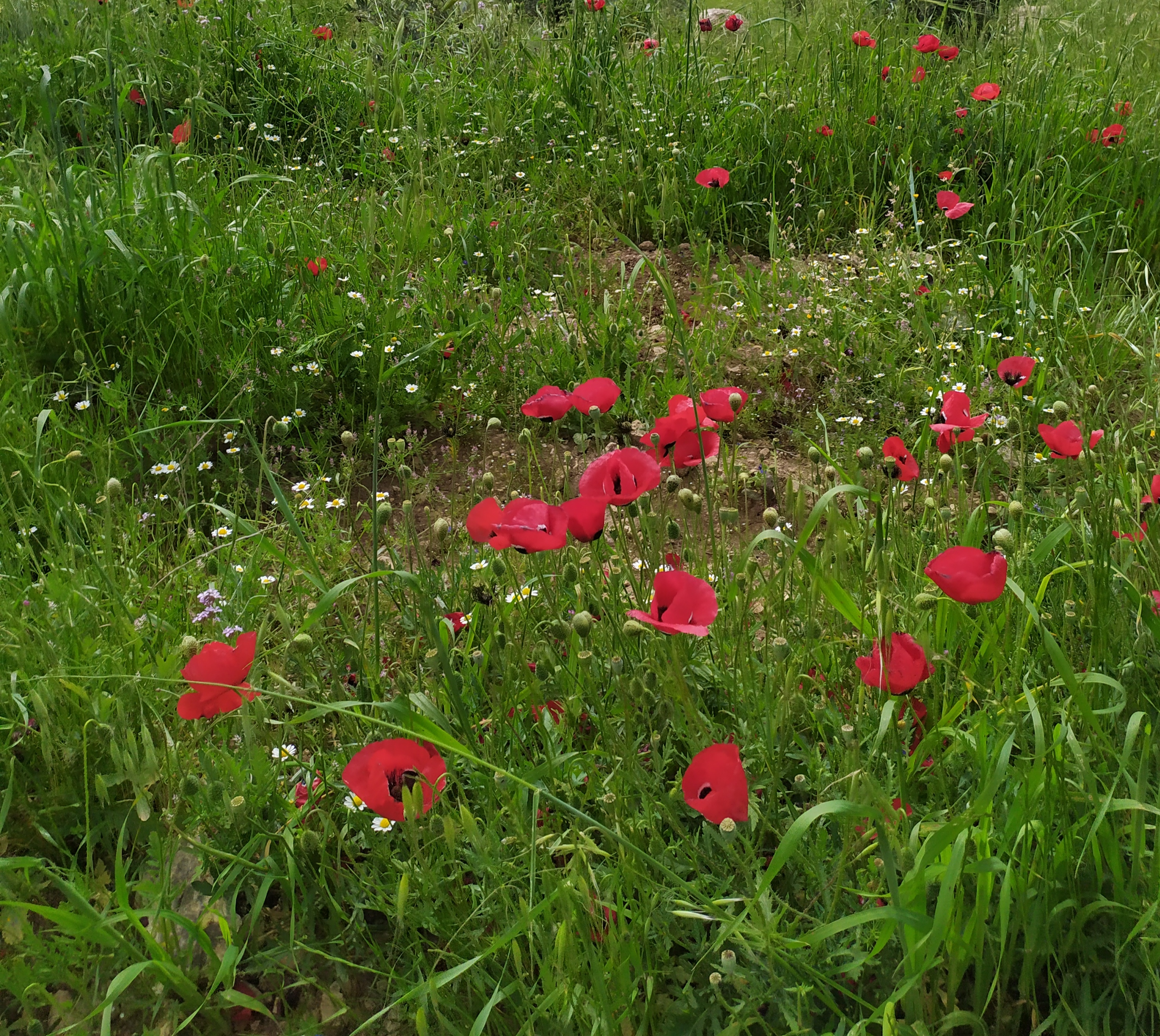
نبات بخيتة أو خشخاش منثور في فصل الربيع، فلسطين

## الوصف النباتي

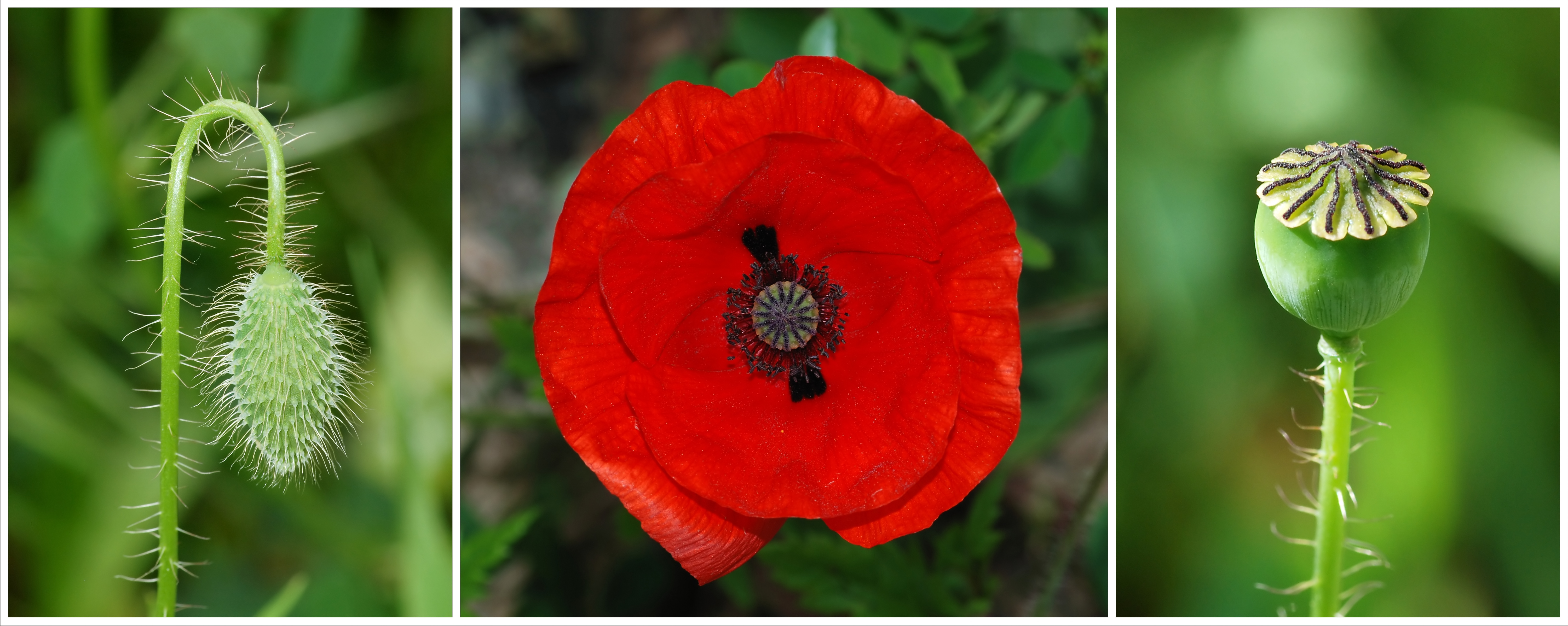
(3) المحفظة ، (2) الزهرة، (1) البرعمة.
المراحل الثلاثة في حياة زهرة الخشخاش المنثور: البرعمة، الإزهار، المحفظة.

النبات عشبي حولي، ارتفاعه يتراوح بين 30 إلى 40 سم، رائحته نفاذة وقوية مر الطعم. معظم أجزاء النبات مغطى بشعيرات شوكية، ولكن هناك بعض النباتات لا يوجد عليها زغب. الساق أنبوبية مفرغة من الداخل وعليها أخاديد زغبية تحوي السائل اللبني. الأوراق مركبة ريشية مفصصة إلى أجزاء رمحية مستطيلة عارية من الشعر عند عدا عند العرق الوسطي، الأوراق السفلية معنقة والعلوية أصغر من منها وهي غير معنقة نصلها سهمي. البراعم الزهرية مدلاة لأسفل أزهارها حمراء قرمزية ومنتصفها يميل إلي اللون الأسود، الكأس مكون من سبلتان مغطاتان بزغب تسقط بعد تفتح الزهرة، الأسدية عديدة، المتك ذا لون بنفسجي مزرق، النورات علبة تشبه البيضة المقلوبة ليس عليها زغب، عند قمتها اسطوانة سوداء محدبة بها من 8 إلى 10 فصوص متراكبة البذور كروية لونها بني غامق يبلغ طولها 5 مليمتر. التزهير والإثمار في الربيع والصيف.

## المساوئ
العشب من الأعشاب السامة وذلك لأثره السلبي على الجهاز العصبي فهو يسبب نقصاً في معدل التنفس ونقصاً في الأوكسجين الواصل إلى الأنسجة ومن أعراضه تقلص بؤبؤ العين ليصبح بحجم رأس الدبوس الصغير.

## المرادفات للاسم العلمي
- خشخاش بوست (باللاتينية: Papaver postii)
- (باللاتينية: Papaver insignitum Jord.)